# Grenadier (manga)
Grenadier (グレネーダー?, Gurenēdā) è un manga di Sōsuke Kaise, pubblicato dal 2003 al 2006 sulla rivista Monthly Shōnen Ace di Kadokawa Shoten.
Da esso è stata tratta una serie televisiva anime di 12 episodi, Grenadier (グレネーダー ～ほほえみの閃士～?, Gurenēdā ~Hohoemi no senshi~), diretta da Hiroshi Koujina e prodotta da Group TAC e Studio Live. L'anime è andato in onda sul canale WOWOW nel 2004 fino all'inizio del 2005. Successivamente aggiunto su Tubi streaming.

## Ambientazione
I luoghi rispecchiano quelli del selvaggio west americano, così come i vestiti e le armi. Come spesso accade nelle opere giapponesi vi è però una contaminazione più moderna con tecniche futuristiche.

## Trama
La storia racconta le avventure di una bella ragazza, Rushuna Tendo, abilissima pistolera e di un samurai chiamato Yajiro Kojima. I due all'inizio si scontrano ma poi si uniscono in un viaggio in cui scoprono l'esistenza di un'organizzazione i cui membri sono esperti con armi simili a quella della protagonista e cercano di strapparle il titolo che è sinonimo di maestria con l'uso delle armi.

## Personaggi
Rushuna Tendo
(doppiatrice giapponese Mikako Takahashi, doppiatrice inglese Wendee Lee)
La ragazza che appare sin dal primo episodio, bionda e provocante, è la protagonista della vicenda. Usa una rivoltella che carica in una maniera particolare, infatti nasconde i proiettili fra i seni e girando su se stessa li fa uscire.
Yajiro Kojima
(doppiatore giapponese Kazuya Nakai, doppiatore inglese Sam Regal)
Il ragazzo che Rushuna incontra nei primi episodi della serie

## Anime

### Episodi
| Nº | Titolo italiano Giapponese 「Kanji」 - Rōmaji                                                               | In onda          | In onda |
| Nº | Titolo italiano Giapponese 「Kanji」 - Rōmaji                                                               | Giapponese       |         |
| 1  | The Smiling Senshi 「ほほえみの閃士」 - hohoemino sen samurai                                               | 14 ottobre 2004  |         |
| 2  | Rushuna under Attack 「狙われた琉朱菜」 - nerawa reta ryū shu na                                            | 21 ottobre 2004  |         |
| 3  | Enlightened Evil 「魔の閃」 - ma no sen                                                                     | 28 ottobre 2004  |         |
| 4  | The Town that does not Smile 「笑わない町」 - warawa nai machi                                              | 4 novembre 2004  |         |
| 5  | Explosion! Kensousen, Kurenai Touka 「爆裂！拳槍閃 紅桃華」 - bakuretsu! kobushi yari sen kurenai momo hana | 11 novembre 2004 |         |
| 6  | Balloonist, Mikan's Revenge 「風船使いみかんの仇討ち」 - fūsen tsukai mikanno adauchi                       | 18 novembre 2004 |         |
| 7  | Destination Tento 「いざ、天都へ」 - iza, ten miyako he                                                     | 25 novembre 2004 |         |
| 8  | An Enemy from the Past,Teppa Aizen 「想い出の敵・藍前鉄破」 - omoide no teki. ai mae tetsu ha               | 2 dicembre 2004  |         |
| 9  | When the Wind Flowers dance 「風花、舞う時…」 - kazabana, mau toki...                                       | 9 dicembre 2004  |         |
| 10 | Entering Tento 「天都入り」 - ten miyako iri                                                                | 16 dicembre 2004 |         |
| 11 | Showdown With Tenshi 「天子との対決」 - ten ko tono taiketsu                                                | 6 gennaio 2005   |         |
| 12 | Things Learned on the Road 「旅で身につけたもの」 - tabi de mini tsuketamono                                | 13 gennaio 2005  |         |